# Lestoidea conjuncta
Lestoidea conjuncta is een libellensoort uit de familie van de Lestoideidae, onderorde juffers (Zygoptera).
De wetenschappelijke naam van de soort is voor het eerst geldig gepubliceerd in 1913 door Tillyard.